# 2021-es Formula–1 monacói nagydíj
A monacói nagydíj volt a 2021-es Formula–1 világbajnokság ötödik futama, amelyet 2021. május 20. és május 23. között rendeztek meg a monacói városi pályán, Monte-Carlóban.

## Választható keverékek
| Abroncs              | Friss | Használt |
| -------------------- | ----- | -------- |
| Kemény keverék (C3)  |       |          |
| Közepes keverék (C4) |       |          |
| Lágy keverék (C5)    |       |          |
| Átmeneti esőgumi (I) |       |          |
| Teljes esőgumi (W)   |       |          |

## Szabadedzések

### Első szabadedzés
A monacói nagydíj első szabadedzését május 20-án, csütörtökön délelőtt tartották, magyar idő szerint 11:30-tól.
| helyezés | versenyző          | csapat/motor          | elért idő | különbség | futott kör |
| -------- | ------------------ | --------------------- | --------- | --------- | ---------- |
| 1        | Sergio Pérez       | Red Bull-Honda        | 1:12,487  | −         | 36         |
| 2        | Carlos Sainz Jr.   | Ferrari               | 1:12,606  | +0,119    | 32         |
| 3        | Max Verstappen     | Red Bull-Honda        | 1:12,648  | +0,161    | 39         |
| 4        | Pierre Gasly       | AlphaTauri-Honda      | 1:12,929  | +0,442    | 37         |
| 5        | Lewis Hamilton     | Mercedes              | 1:12,995  | +0,508    | 34         |
| 6        | Valtteri Bottas    | Mercedes              | 1:13,131  | +0,644    | 36         |
| 7        | Lando Norris       | McLaren-Mercedes      | 1:13,236  | +0,749    | 31         |
| 8        | Sebastian Vettel   | Aston Martin-Mercedes | 1:13,732  | +1,245    | 33         |
| 9        | Cunoda Júki        | AlphaTauri-Honda      | 1:13,746  | +1,259    | 39         |
| 10       | Kimi Räikkönen     | Alfa Romeo-Ferrari    | 1:14,081  | +1,594    | 31         |
| 11       | Lance Stroll       | Aston Martin-Mercedes | 1:14,090  | +1,603    | 33         |
| 12       | Antonio Giovinazzi | Alfa Romeo-Ferrari    | 1:14,106  | +1,619    | 27         |
| 13       | Fernando Alonso    | Alpine-Renault        | 1:14,205  | +1,718    | 37         |
| 14       | Nicholas Latifi    | Williams-Mercedes     | 1:14,268  | +1,781    | 41         |
| 15       | Daniel Ricciardo   | McLaren-Mercedes      | 1:14,281  | +1,794    | 36         |
| 16       | Esteban Ocon       | Alpine-Renault        | 1:14,320  | +1,833    | 37         |
| 17       | Nyikita Mazepin    | Haas-Ferrari          | 1:14,616  | +2,129    | 33         |
| 18       | Mick Schumacher    | Haas-Ferrari          | 1:14,801  | +2,314    | 35         |
| 19       | George Russell     | Williams-Mercedes     | 1:14,840  | +2,353    | 35         |
| 20       | Charles Leclerc    | Ferrari               | 1:19,618  | +7,131    | 4          |

### Második szabadedzés
A monacói nagydíj második szabadedzését május 20-án, csütörtökön délután tartották, magyar idő szerint 15:00-tól.
| helyezés | versenyző          | csapat/motor          | elért idő | különbség | futott kör |
| -------- | ------------------ | --------------------- | --------- | --------- | ---------- |
| 1        | Charles Leclerc    | Ferrari               | 1:11,684  | −         | 30         |
| 2        | Carlos Sainz Jr.   | Ferrari               | 1:11,796  | +0,112    | 32         |
| 3        | Lewis Hamilton     | Mercedes              | 1:12,074  | +0,390    | 28         |
| 4        | Max Verstappen     | Red Bull-Honda        | 1:12,081  | +0,397    | 27         |
| 5        | Valtteri Bottas    | Mercedes              | 1:12,107  | +0,423    | 32         |
| 6        | Lando Norris       | McLaren-Mercedes      | 1:12,379  | +0,695    | 24         |
| 7        | Pierre Gasly       | AlphaTauri-Honda      | 1:12,498  | +0,814    | 28         |
| 8        | Sergio Pérez       | Red Bull-Honda        | 1:12,708  | +1,024    | 24         |
| 9        | Antonio Giovinazzi | Alfa Romeo-Ferrari    | 1:12,746  | +1,062    | 28         |
| 10       | Sebastian Vettel   | Aston Martin-Mercedes | 1:12,982  | +1,298    | 26         |
| 11       | Kimi Räikkönen     | Alfa Romeo-Ferrari    | 1:13,065  | +1,381    | 31         |
| 12       | Fernando Alonso    | Alpine-Renault        | 1:13,175  | +1,491    | 27         |
| 13       | Lance Stroll       | Aston Martin-Mercedes | 1:13,195  | +1,511    | 26         |
| 14       | Esteban Ocon       | Alpine-Renault        | 1:13,199  | +1,515    | 28         |
| 15       | Daniel Ricciardo   | McLaren-Mercedes      | 1:13,257  | +1,573    | 26         |
| 16       | George Russell     | Williams-Mercedes     | 1:13,509  | +1,825    | 32         |
| 17       | Nicholas Latifi    | Williams-Mercedes     | 1:13,593  | +1,909    | 31         |
| 18       | Nyikita Mazepin    | Haas-Ferrari          | 1:14,407  | +2,723    | 26         |
| 19       | Mick Schumacher    | Haas-Ferrari          | 1:14,416  | +2,732    | 25         |
| 20       | Cunoda Júki        | AlphaTauri-Honda      | 1:14,829  | +3,145    | 11         |

### Harmadik szabadedzés
A monacói nagydíj harmadik szabadedzését május 22-én, szombaton kora délután tartották, magyar idő szerint 12:00-tól.
| helyezés | versenyző          | csapat/motor          | elért idő | különbség | futott kör |
| -------- | ------------------ | --------------------- | --------- | --------- | ---------- |
| 1        | Max Verstappen     | Red Bull-Honda        | 1:11,294  | −         | 19         |
| 2        | Carlos Sainz Jr.   | Ferrari               | 1:11,341  | +0,047    | 28         |
| 3        | Charles Leclerc    | Ferrari               | 1:11,552  | +0,258    | 27         |
| 4        | Valtteri Bottas    | Mercedes              | 1:11,765  | +0,471    | 21         |
| 5        | Sergio Pérez       | Red Bull-Honda        | 1:11,817  | +0,523    | 18         |
| 6        | Lando Norris       | McLaren-Mercedes      | 1:11,988  | +0,694    | 20         |
| 7        | Lewis Hamilton     | Mercedes              | 1:12,020  | +0,726    | 20         |
| 8        | Kimi Räikkönen     | Alfa Romeo-Ferrari    | 1:12,298  | +1,004    | 25         |
| 9        | Pierre Gasly       | AlphaTauri-Honda      | 1:12,357  | +1,063    | 28         |
| 10       | Sebastian Vettel   | Aston Martin-Mercedes | 1:12,537  | +1,243    | 24         |
| 11       | Antonio Giovinazzi | Alfa Romeo-Ferrari    | 1:12,539  | +1,245    | 21         |
| 12       | Lance Stroll       | Aston Martin-Mercedes | 1:12,700  | +1,406    | 22         |
| 13       | Daniel Ricciardo   | McLaren-Mercedes      | 1:12,959  | +1,665    | 25         |
| 14       | Mick Schumacher    | Haas-Ferrari          | 1:13,139  | +1,845    | 21         |
| 15       | Fernando Alonso    | Alpine-Renault        | 1:13,329  | +2,035    | 19         |
| 16       | Nyikita Mazepin    | Haas-Ferrari          | 1:13,390  | +2,096    | 20         |
| 17       | George Russell     | Williams-Mercedes     | 1:13,447  | +2,153    | 29         |
| 18       | Nicholas Latifi    | Williams-Mercedes     | 1:13,475  | +2,181    | 22         |
| 19       | Cunoda Júki        | AlphaTauri-Honda      | 1:13,522  | +2,228    | 30         |
| 20       | Esteban Ocon       | Alpine-Renault        | 1:13,614  | +2,320    | 18         |

## Időmérő edzés
A monacói nagydíj időmérő edzését május 22-én, szombaton futották, magyar idő szerint 15:00-tól.
| helyezés              | rajtszám | versenyző          | csapat/motor          | 1. rész    | 2. rész  | 3. rész  | rajthely | futott kör |
| --------------------- | -------- | ------------------ | --------------------- | ---------- | -------- | -------- | -------- | ---------- |
| 1                     | 16       | Charles Leclerc    | Ferrari               | 1:11,113   | 1:10,597 | 1:10,346 | 1        | 27         |
| 2                     | 33       | Max Verstappen     | Red Bull-Honda        | 1:11,124   | 1:10,650 | 1:10,576 | 2        | 23         |
| 3                     | 77       | Valtteri Bottas    | Mercedes              | 1:10,938   | 1:10,695 | 1:10,601 | 3        | 28         |
| 4                     | 55       | Carlos Sainz Jr.   | Ferrari               | 1:11,324   | 1:10,806 | 1:10,611 | 4        | 25         |
| 5                     | 4        | Lando Norris       | McLaren-Mercedes      | 1:11,321   | 1:11,031 | 1:10,620 | 5        | 23         |
| 6                     | 10       | Pierre Gasly       | AlphaTauri-Honda      | 1:11,560   | 1:11,179 | 1:10,900 | 6        | 30         |
| 7                     | 44       | Lewis Hamilton     | Mercedes              | 1:11,622   | 1:11,116 | 1:11,095 | 7        | 30         |
| 8                     | 5        | Sebastian Vettel   | Aston Martin-Mercedes | 1:12,078   | 1:11,309 | 1:11,419 | 8        | 26         |
| 9                     | 11       | Sergio Pérez       | Red Bull-Honda        | 1:11,644   | 1:11,019 | 1:11,573 | 9        | 26         |
| 10                    | 99       | Antonio Giovinazzi | Alfa Romeo-Ferrari    | 1:11,658   | 1:11,409 | 1:11,779 | 10       | 28         |
| 11                    | 31       | Esteban Ocon       | Alpine-Renault        | 1:11,740   | 1:11,486 |          | 11       | 22         |
| 12                    | 3        | Daniel Ricciardo   | McLaren-Mercedes      | 1:11,747   | 1:11,598 |          | 12       | 21         |
| 13                    | 18       | Lance Stroll       | Aston Martin-Mercedes | 1:11,979   | 1:11,600 |          | 13       | 20         |
| 14                    | 7        | Kimi Räikkönen     | Alfa Romeo-Ferrari    | 1:11,899   | 1:11,642 |          | 14       | 21         |
| 15                    | 63       | George Russell     | Williams-Mercedes     | 1:12,016   | 1:11,830 |          | 15       | 24         |
| 16                    | 22       | Cunoda Júki        | AlphaTauri-Honda      | 1:12,096   |          |          | 16       | 13         |
| 17                    | 14       | Fernando Alonso    | Alpine-Renault        | 1:12,205   |          |          | 17       | 12         |
| 18                    | 6        | Nicholas Latifi    | Williams-Mercedes     | 1:12,366   |          |          | 18       | 14         |
| 19                    | 9        | Nyikita Mazepin    | Haas-Ferrari          | 1:12,958   |          |          | 19       | 12         |
| 107%-os idő: 1:15,903 |          |                    |                       |            |          |          |          |            |
| NK                    | 47       | Mick Schumacher    | Haas-Ferrari          | idő nélkül |          |          | 20[1]    | 0          |

Megjegyzés:
- ↑ 1:  — Mick Schumacher összetörte az autóját a harmadik szabadedzésen, így nem tudott részt venni az időmérőn, de megkapta a rajtengedélyt a futamra. Ezen felül sebességváltót is cseréltek az autójában, amiért további 5 rajthelyes büntetést kapott.[4]

## Futam
A monacói nagydíj futama május 23-án, vasárnap rajtolt, magyar idő szerint 15:00-kor.
| helyezés | rajtszám | versenyző          | csapat/motor          | futott kör | idő/kiesés oka | rajthely | pont |
| -------- | -------- | ------------------ | --------------------- | ---------- | -------------- | -------- | ---- |
| 1        | 33       | Max Verstappen     | Red Bull-Honda        | 78         | 1:38:56,820    | 2        | 25   |
| 2        | 55       | Carlos Sainz Jr.   | Ferrari               | 78         | +8,968         | 4        | 18   |
| 3        | 4        | Lando Norris       | McLaren-Mercedes      | 78         | +19,427        | 5        | 15   |
| 4        | 11       | Sergio Pérez       | Red Bull-Honda        | 78         | +20,490        | 9        | 12   |
| 5        | 5        | Sebastian Vettel   | Aston Martin-Mercedes | 78         | +52,591        | 8        | 10   |
| 6        | 10       | Pierre Gasly       | AlphaTauri-Honda      | 78         | +53,896        | 6        | 8    |
| 7        | 44       | Lewis Hamilton     | Mercedes              | 78         | +1:08,231      | 7        | 7[2] |
| 8        | 18       | Lance Stroll       | Aston Martin-Mercedes | 77         | +1 kör         | 13       | 4    |
| 9        | 31       | Esteban Ocon       | Alpine-Renault        | 77         | +1 kör         | 11       | 2    |
| 10       | 99       | Antonio Giovinazzi | Alfa Romeo-Ferrari    | 77         | +1 kör         | 10       | 1    |
| 11       | 7        | Kimi Räikkönen     | Alfa Romeo-Ferrari    | 77         | +1 kör         | 14       |      |
| 12       | 3        | Daniel Ricciardo   | McLaren-Mercedes      | 77         | +1 kör         | 12       |      |
| 13       | 14       | Fernando Alonso    | Alpine-Renault        | 77         | +1 kör         | 17       |      |
| 14       | 63       | George Russell     | Williams-Mercedes     | 77         | +1 kör         | 15       |      |
| 15       | 6        | Nicholas Latifi    | Williams-Mercedes     | 77         | +1 kör         | 18       |      |
| 16       | 22       | Cunoda Júki        | AlphaTauri-Honda      | 77         | +1 kör         | 16       |      |
| 17       | 9        | Nyikita Mazepin    | Haas-Ferrari          | 75         | +3 kör         | 19       |      |
| 18       | 47       | Mick Schumacher    | Haas-Ferrari          | 75         | +3 kör         | 20       |      |
| ki       | 77       | Valtteri Bottas    | Mercedes              | 29         | kerékanya      | 3        |      |
| ni       | 16       | Charles Leclerc    | Ferrari               | 0          | sebességváltó  | 1[3]     |      |

Megjegyzés:
- ↑ 2:  — Lewis Hamilton a helyezéséért járó pontok mellett a versenyben futott leggyorsabb körért további 1 pontot szerzett.
- ↑ 3:  — Charles Leclerc váltóhiba miatt nem tudott elrajtolni a versenyen, így az első rajtkocka üresen maradt.[5]

## A világbajnokság állása a verseny után
| H   | Versenyzők       | Pont | H   | Konstruktőrök         | Pont |
| --- | ---------------- | ---- | --- | --------------------- | ---- |
| 1.  | Max Verstappen   | 105  | 1.  | Red Bull-Honda        | 149  |
| 2.  | Lewis Hamilton   | 101  | 2.  | Mercedes              | 148  |
| 3.  | Lando Norris     | 56   | 3.  | McLaren-Mercedes      | 80   |
| 4.  | Valtteri Bottas  | 47   | 4.  | Ferrari               | 78   |
| 5.  | Sergio Pérez     | 44   | 5.  | Aston Martin-Mercedes | 19   |
| 6.  | Charles Leclerc  | 40   | 6.  | AlphaTauri-Honda      | 18   |
| 7.  | Carlos Sainz Jr. | 38   | 7.  | Alpine-Renault        | 17   |
| 8.  | Daniel Ricciardo | 24   | 8.  | Alfa Romeo-Ferrari    | 1    |
| 9.  | Pierre Gasly     | 16   | 9.  | Williams-Mercedes     | 0    |
| 10. | Esteban Ocon     | 12   | 10. | Haas-Ferrari          | 0    |

(A teljes táblázat)

## Statisztikák
- Vezető helyen:
  - Max Verstappen: 78 kör (1-78)
- Charles Leclerc 8. pole-pozíciója.
- Max Verstappen 12. futamgyőzelme.
- Lewis Hamilton 55. versenyben futott leggyorsabb köre.
- A Red Bull 66. futamgyőzelme.
- Max Verstappen 47., Carlos Sainz Jr. 3., Lando Norris 3. dobogós helyezése.
- A Williams csapat 750. nagydíja.[6]